# Морозов, Юрий Ионович
Юрий Ио́нович Моро́зов (род. 5 августа 1949, Стерлитамак, Башкирская АССР) — премьер-министр Южной Осетии в 2005—2008 годах.
Окончил Уфимский нефтяной институт. До 2005 года работал коммерческим директором Курской топливной компании. 4 июля 2005 года утверждён премьер-министром юго-осетинским парламентом по предложению президента. Назначение гражданина России премьер-министром РЮО было негативно воспринято руководством Грузии. После перевыборов президента РЮО в 2006 году сохранил свой пост.
Согласно заявлениям А. Баранкевича, Морозов, будучи премьером ЮО, с 1 по 7 августа 2008 года (непосредственно перед боями за Цхинвали) вывез с Цхинвали около 35 тыс. гражданского населения. Этой эвакуации, по словам Баранкевича, противился Э. Кокойты.
18 августа 2008 года президент Эдуард Кокойты отправил правительство в отставку и назначил исполняющим обязанности премьер-министра Бориса Чочиева.
С 2008 года работает в должности старшего вице-президента ГК «Стройпрогресс»

## Награды
- Орден Почёта (22 апреля 2024 года, Южная Осетия) — за вклад в развитие сотрудничества между Республикой Южная Осетия и Российской Федерацией[3]